# 축복 (1980년 드라마)
《축복》은 1980년 9월 6일부터 12월 28일까지 KBS 2TV에서 방송된 한국방송공사 주말연속극이다. 원래 동양방송(TBC)에서 방송되었으나 언론통폐합을 계기로 KBS 2TV로 자리를 옮겨 방영되었다.

## 방송 시간
| 방송 채널 | 방송 기간                           | 방송 시간                                                            | 방송 분량 |
| --------- | ----------------------------------- | -------------------------------------------------------------------- | --------- |
| TBC-TV    | 1980년 9월 6일 ~ 1980년 9월 7일     | 토요일 저녁 7시 50분 ~ 8시 40분                                      | 50분      |
| TBC-TV    | 1980년 9월 6일 ~ 1980년 9월 7일     | 일요일 저녁 8시 ~ 8시 40분                                           | 40분      |
| TBC-TV    | 1980년 9월 13일 ~ 1980년 9월 14일   | 매주 토 · 일요일 저녁 7시 50분 ~ 8시 40분                            | 50분      |
| TBC-TV    | 1980년 9월 27일 ~ 1980년 10월 12일  | 매주 토 · 일요일 저녁 7시 50분 ~ 8시 40분                            | 50분      |
| TBC-TV    | 1980년 10월 25일 ~ 1980년 11월 16일 | 매주 토 · 일요일 저녁 7시 50분 ~ 8시 40분                            | 50분      |
| TBC-TV    | 1980년 11월 29일 ~ 1980년 11월 30일 | 매주 토 · 일요일 저녁 7시 50분 ~ 8시 40분                            | 50분      |
| TBC-TV    | 1980년 9월 20일 ~ 1980년 9월 21일   | 토요일 저녁 7시 50분 ~ 8시 40분 일요일 저녁 6시 10분 ~ 7시           | 50분      |
| TBC-TV    | 1980년 10월 18일 ~ 1980년 10월 19일 | 토요일 저녁 7시 50분 ~ 8시 40분 일요일 저녁 8시 20분 ~ 9시 10분      | 50분      |
| TBC-TV    | 1980년 11월 22일 ~ 1980년 11월 23일 | 토요일 저녁 7시 50분 ~ 8시 40분 일요일 오후 5시 40분 ~ 저녁 6시 30분 | 50분      |
| KBS 2TV   | 1980년 12월 6일 ~ 1980년 12월 28일  | 매주 토 · 일요일 저녁 7시 10분 ~ 8시                                 | 50분      |

## 주제가
- 주제가 작사: 이희우
- 작곡•노래: 조용필

## 출연진
- 정윤희
- 한진희
- 이순재
- 여운계
- 사미자